# Agrilus sibiricus
Agrilus sibiricus es una especie de insecto del género Agrilus, familia Buprestidae, orden Coleoptera.
Fue descrita científicamente por Obenberger, 1912.